# Museu do Contrabando

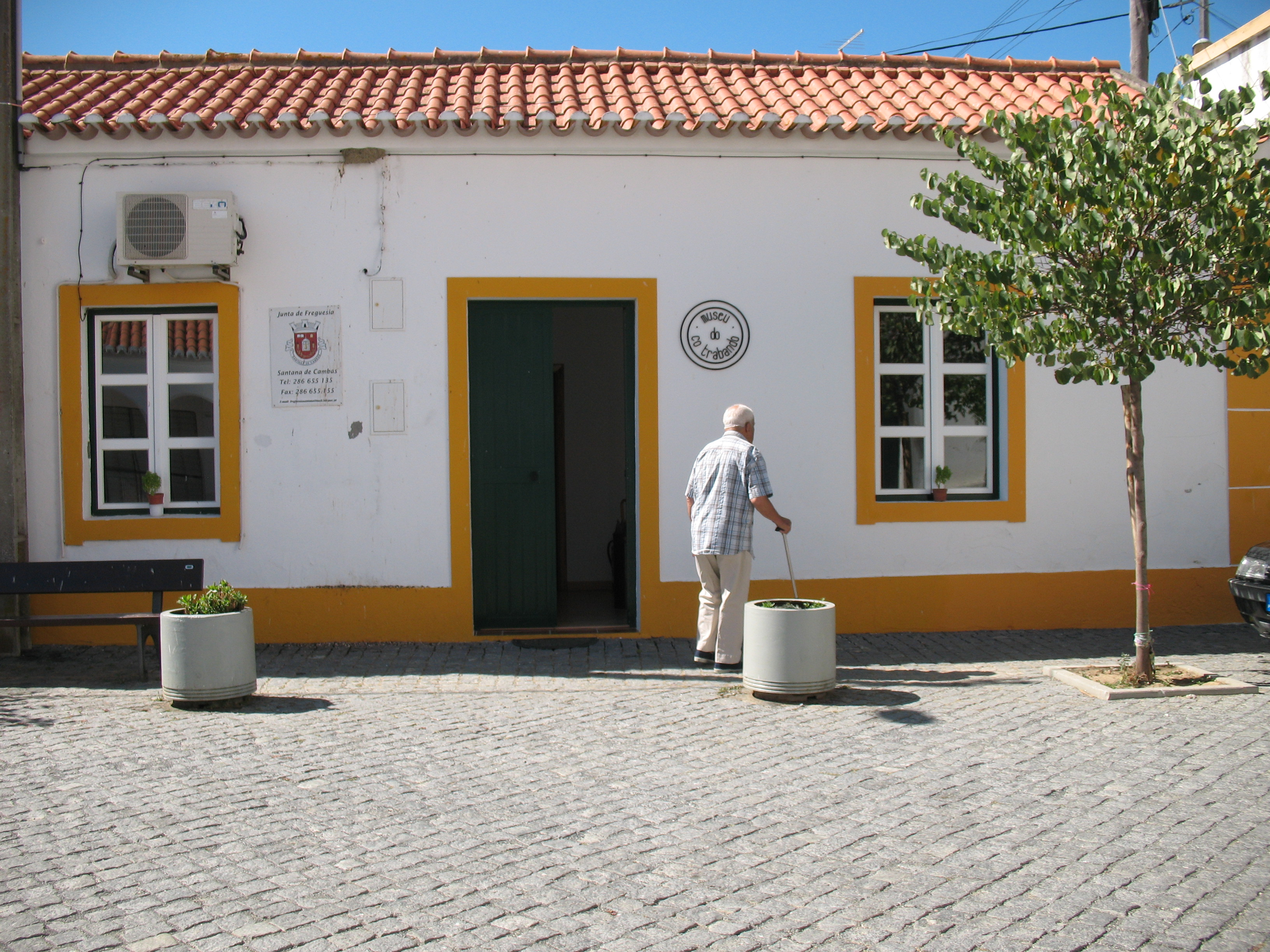
Das Schmuggelmuseum in Santana de Cambas an der Grenze zwischen Portugal und Spanien

In Portugal gibt es zwei Museen, die dem Schmuggel gewidmet sind. Eines befindet sich in Nordportugal in dem Dorf Moimenta (Vinhais) im Landkreis Vinhais. Das andere Museu do Contrabando wurde am 10. Juni 2009 im südportugiesischen Santana de Cambas eröffnet.
Beide Museen dokumentieren den grenzübergreifenden Schmuggel, der vor allem zwischen 1852 und dem Ersten Weltkrieg sowie während des Spanischen Bürgerkriegs zwischen Portugal und Spanien vonstattenging. 
In Südportugal führte insbesondere die Suche nach Metallen, genauer Pyrit bzw. Kupfer aus der Mina de São Domingos, die bis 1966 betrieben wurde, zum Schmuggel von Sprengstoff über die spanische Grenze, gegen den bis zu zwölf Kontrollposten eingerichtet wurden. Daneben wurden Lebensmittel und Werkzeuge geschmuggelt, je nachdem, wie die Preise jenseits der Grenze sich entwickelten, zumal beide Diktaturen, unter Franco wie unter Salazar, Preiskontrollen versuchten.
Das im ehemaligen Gebäude der Guardia Fiscal auf Initiative von José Rodrigues entstandene Museum in Santana de Cambas sammelt Erzählungen und Berichte sowie Dokumente der staatlichen Organe und macht sie zugänglich. Auch Uniformen, typische Ausrüstungen und Tragevorrichtungen werden ausgestellt. Einer der beiden Räume des kleinen Hauses ist mit einer Wandkarte ausgestattet, die sämtliche Pfade und Wasserwege der Schmuggler (contrabandistas) verzeichnet.